# 泾川大岭旧石器时代早期文化
「泾川大岭旧石器时代早期文化」是在20世纪70年代陕西长武窑头沟和鸭儿沟的发现。不同于丁村和许家窑，爲晚更新世早期的文化系统。与旧大陆细石器系统有所关联，发展型或可称之为“泾渭文化”。

## 遗址概况及其遗留物
该遗址岩性以石英岩为主体。在发掘过程中，剥片技术以锤击法为主，不见碰砧法的使用。石核为小型的扁平体或多面体，石片多小型，可见窄长的小石片和规则的三角形石片。石器类型有刮削器、小尖状器，小尖状器数量不多但修制很精致，偶尔见砾石直接加工的砍砸器。其他地点还有山西后圪塔峰、河南孟村以及陕西涝池河沟、十里河后沟和洮家沟。

### 泾川大岭上遗址
该遗址1976年发现，可以分为早晚两期。剥片方法为锤击法、产生多面体石核，石片大小不一、形状不规则，修理方法为锤击法。都出土砍砸器、尖状器、刮削器。晚期小尖状器取代大尖状器，刮削器数量增加。